# Вена 1913
Вена 1913 — 12-й международный шахматный турнир, посвящён 25-летию Венского шахматного клуба.
- двухкруговой
- 8 участников

## Таблица
- 1. Рудольф Шпильман — 11 очков;
- 2. Савелий Тартаковер — 10½;
- 3. Рихард Рети — 9½.

## Требич-турнир
Также в 1913 г. в Вене прошёл 5-й Требич-турнир. Победу в нём одержал К. Шлехтер, набравший 14 очков в 18 партиях.